# Когалинський сільський округ (Толебійський район)
Когали́нський сільський округ (каз. Қоғалы ауылдық округі, рос. Когалинский сельский округ) — адміністративна одиниця у складі Толебійського району Туркестанської області Казахстану. Адміністративний центр — село Алшали.
Населення — 2970 осіб (2021; 3369 у 2009, 2918 у 1999, 2477 у 1989).
Станом на 1989 рік села Діканколь, Узунари та Успеновка перебували у складі Калінінської сільської ради.

## Склад
До складу округу входять такі населені пункти:
| Населений пункт | Колишні назви | Населення, осіб (1989) | Населення, осіб (1999) | Населення, осіб (2009) | Населення, осіб (2021) |
| --------------- | ------------- | ---------------------- | ---------------------- | ---------------------- | ---------------------- |
| Алшали, село    | Успеновка     | 398                    | 325                    | 544                    | 389                    |
| Діханкуль, село | Діканколь     | 1219                   | 1422                   | 1713                   | 1606                   |
| Узунарик, село  | Узинарик      | 860                    | 1171                   | 1112                   | 975                    |